# Камера, Иван Павлович
Иван Павлович Камера (Камер) (15 [27] декабря 1897 — 21 января 1952) — советский военачальник, генерал-полковник артиллерии (1943).

## Биография
По документам белорус, но Н. М. Хлебников приводит другие сведения: 

Венгр по национальности, он в первую мировую войну был унтер-офицером австро-венгерской императорской армии. Попав в русский плен, участвовал в Великой Октябрьской революции, стал коммунистом, воевал за Советскую власть, вырос в крупного артиллерийского командира.— Хлебников Н. М. Под грохот сотен батарей
В 1918 году И. П. Камера вступил в РККА, с того же года — член ВКП(б). Участвовал в Гражданской войне в качестве военкома, воевал против Колчака. В 1921 году И. П. Камера участвовал в подавлении Кронштадтского мятежа.
После войны И. П. Камера служил в Особой Дальневосточной армии (ОДВА). В 1929 году участвовал в конфликте на КВЖД, командовал конным артиллерийским дивизионом 5-й отдельной Кубанской кавалерийской бригады (командир — К. К. Рокоссовский), был награждён Орденом Красного Знамени. С 1933 года занимал должность начальника артиллерии стрелковой дивизии, в 1936 году окончил Артиллерийские командно-тактические курсы, был назначен начальником артиллерией 10-го стрелкового корпуса, с 1940 года — начальник артиллерии Северо-Кавказского военного округа (СКВО).
В начале Великой Отечественной войны на базе войск и управления СКВО была создана 19-я армия, начальником артиллерии которой был назначен И. П. Камера. 18—19 июля 1941 года И. П. Камера потерял связь с армией, возле Ярцево встретил К. К. Рокоссовского, командовавшего оперативной группой. Рокоссовский уговорил его возглавить артиллерию группы. На этой должности И. П. Камера участвовал в боях за Ярцево. Как-то раз во время этих боёв советские солдаты побежали, К. К. Рокоссовский и И. П. Камера встали под обстрелом во весь рост, личным примером воодушевив бойцов. В конце июля И. П. Камера был отозван в Москву. В начале октября — начальник артиллерии 19А (по другим данным — нач.арт. Запфронта). В ноябре 1941 года был назначен начальником артиллерии Западного фронта. Участвовал в Битве за Москву, Ржевской битве, Курской битве, Смоленской операции. За неудачи в Оршанской и Витебской наступательных операциях, приказом Ставки ВГК от 12 апреля 1944 года № 220076 командующий Западным фронтом генерал армии Соколовский, командующий артиллерией фронта генерал-полковник артиллерии Камера и начальник разведотдела фронта полковник Ильницкий были сняты с должностей. К тому времени И. П. Камера тяжело болел, из-за чего в 1944 году ушёл в отставку.
Н. Н. Воронов вспоминал о нём:

Этот опытнейший артиллерист-практик отличался феноменальной памятью и отлично знал всех своих подчиненных командиров. Он обладал редкой особенностью очень деловито, с удивительными подробностями рассказывать о состоянии частей и подразделений, которые находились под его началом. Человек чуткой души и доброго сердца, но вместе с тем строгий и требовательный начальник, генерал Камера пользовался большим авторитетом среди подчиненных. Был у него один недостаток: не любил штабы, которые обычно называл унизительным словом «контора». Правда, зная мое отношение к штабам артиллерии, он избегал при мне произносить это слово, а если оно и вырывалось, всегда просил извинения.
— Главный маршал артиллерии Н. Н. Воронов
Иван Павлович умер 21 января 1952 года. Похоронен на Введенском кладбище (10 уч.).

## Звания
- генерал-майор артиллерии — 04.06.1940
- генерал-лейтенант артиллерии — 27.12.1941
- генерал-полковник артиллерии — 07.06.1943

## Награды
Зв время службы И. П. Камера был удостоен наград:
- орден Ленина — 21.03.1940
- два ордена Красного Знамени — 13.02.1930; 02.01.1942
- орден Суворова 1-й — 28.09.1943 и 2-й степени — 09.04.1943
- орден Отечественной войны 1-й степени — 18.11.1944
- медаль «XX лет РККА» — 1938

США
- крест «За выдающиеся заслуги» — 23.06.1943

Другие награды

## Комментарии
1. ↑  Вариант написания фамилии из Приказа РВС о награждении от 22 февраля 1930 г. № 154.